# Puchar Polski (okręg Gdańsk) w piłce nożnej mężczyzn (2022/2023)
W sezonie 2022/2023 Puchar Polski na szczeblu okręgowym w okręgu Gdańsk składał się z 5 rund, w których wzięło udział zespoły z okręgu gdańskiego. Rozgrywki miały na celu wyłonienie zdobywcy Okręgowego Pucharu Polski w okręgu Gdańsk i uczestnictwo w rozgrywkach szczebla regionalnego województwa pomorskiego w sezonie 2022/2023.

## Zwycięzcy
Zwycięzcami pucharu zostały drużyny:
- Jaguar Gdańsk
- KP Starogard Gdański
- Chojniczanka II Chojnice
- Centrum Pelplin
- Cartusia Kartuzy
- Wikęd Luzino
- Bałtyk Gdynia
- Gedania Gdańsk
- Gryf Wejherowo
- Stolem Gniewino

## Uczestnicy
Drużyny grające w klasie A dołączyły w II rundzie. Drużyny grające w klasie okręgowej dołączyły w III rundzie. Drużyny grające w IV lidze dołączyły w IV rundzie. Drużyny grające w III lidze dołączyły w V rundzie.
Drużyny grające w V rundzie to:

- Jaguar Gdańsk
- KP Starogard Gdański
- Chojniczanka II Chojnice
- Centrum Pelplin
- Cartusia Kartuzy
- Wikęd Luzino
- Bałtyk Gdynia
- Gedania Gdańsk
- Gryf Wejherowo
- Stolem Gniewino
- GKS Kolbudy
- Portowiec Gdańsk
- Borowiak Czersk
- Orlęta Reda
- Wierzyca Pelplin
- Bałtyk II Gdynia
- Start Mrzezino
- Stoczniowiec II Gdańsk
- MKS Władysławowo
- Wietcisa Skarszewy

## Finały (V runda)
| Gospodarz              | Wynik | Gość                     |
| ---------------------- | ----- | ------------------------ |
| Jaguar Gdańsk          | 4:2   | GKS Kolbudy              |
| Portowiec Gdańsk       | 0:10  | KP Starogard Gdański     |
| Borowiak Czersk        | 1:4   | Chojniczanka II Chojnice |
| Centrum Pelplin        | 6:1   | Orlęta Reda              |
| Wierzyca Pelplin       | 1:4   | Cartusia Kartuzy         |
| Bałtyk II Gdynia       | 0:4   | Wikęd Luzino             |
| Start Mrzezino         | 0:2   | Bałtyk Gdynia            |
| Stoczniowiec II Gdańsk | 0:2   | Gedania Gdańsk           |
| Gryf Wejherowo         | 5:0   | MKS Władysławowo         |
| Wietcisa Skarszewy     | 0:4   | Stolem Gniewino          |